# フランツ・エーア出版社
フランツ・エーア出版社（ドイツ語: Franz-Eher-Verlag フランツ・エーア・フェアラーク）は、国家社会主義ドイツ労働者党（ナチ党）の中央出版社である。
前身となった出版会社は、1920年12月17日に115,000マルクでナチ党によって買収された。出版社には書店も併設されていたが、これも引き継がれた。1922年4月4日、党幹部のマックス・アマンが社長に就任し、当初、株主は国家社会主義ドイツ労働者協会（NSDAV ― アドルフ・ヒトラーが会長を務めていたナチ党初期の支援組織）であったが、その後、出版社は正式に党の中央出版社となった。
戦後、連合国による禁止令の後、バイエルン州はこの出版社を解体し、1952年に商業登記から抹消された。

## 概要
フランツ・エーア社は、1900年3月にミュンヘン・ハイドハウゼンの印刷業者のヨハン・ナデラーから出版社を譲り受け、1901年12月2日にミュンヘンの商業登記簿に登録された。この出版社は、1887年1月2日に『ミュンヒナー・ベオバハター（Münchener Beobachter, ミュンヘン物見）』という名の新聞を発刊していたが、発行部数は少なく、売り上げも低迷していた。1918年6月22日、出版社長のフランツ・エーアが亡くなると、右翼結社団体「トゥーレ協会」の会長であるルドルフ・フォン・セボッテンドルフが編集を引き継ぎ、エーアの未亡人フリーデリケから出版の許可を受けた。以降、『ミュンヘナー・ベオバハター』は、トゥーレ協会の機関紙となり、1919年8月に『フェルキッシャー・ベオバハター』に改名された。1918年9月14日、セボッテンドルフの友人であるケーテ・ビアバウマーがフランツ・エーア出版の社長に登用された。また、破産を回避するため、GmbHが採択され、1919年9月30日には社名が『Franz Eher Nachfolger GmbH』となった。
筆頭株主は、後にヒトラーを個人的に支援したケーテ・ビアバウマー（46,500ライヒスマルク）と、フランツ・フライヘル・フォン・フェイリッツシュ（20,000ライヒスマルク）であった。他の株主は、セボッテンドルフの妹ドーラ・クンツェ、ナチ党の反ユダヤ主義経済イデオローグのゴットフリート・フェーダー、フランツ・クサーヴァー・エダー、ミュンヘン製紙会社のテオドール・ホイスであった 。
1919年10月からは、『Münchner Buchgewerbehaus M. Müller & Sohn“』が「ミュンヒナー・ベオバハター」を印刷し、週2回の発行となった。印刷所は、ミュンヘンのIsartorplatz近くのThierschstraße 11番にある、3階建ての小さなビルだった。
ナチ党の権力掌握後の1933年以降、党の全ての文献はフランツ・エーア社によって印刷、管理、出版された。その後、ベルリン（1933年1月1日から）、ウィーン、ミュンヘンにも支店がつくられた。1933年から1943年まではロルフ・リーンハルトが事務局長を務め、その後、ヴィルヘルム・バウアーが引き継ぎ、終戦まで務めた。編集長は作家のカール・シュヴォルム。支店の経営責任者は、全国文学会議所（RSK）幹部のヨーゼフ・ベルクであった。
1930年代後半から1940年代前半にかけて、出版全国指導者のマックス・アマンは、フランツ・エーア社を通じて、国内の出版界のほぼ全体を特にその経済面で支配していた。また、全国出版報道協会の会長にもなった。そのため、党の報道部長である全国報道局長のオットー・ディートリヒや、宣伝相として報道政策の権限を持つヨーゼフ・ゲッベルスと、必然的に競合することとなった。
1930年代、ナチ党はフーゲンベルクコンツェルンのブルジョア紙の一部や小規模な出版社を買収した。フランツ・エーア社には3つの大きな出版局が所属しており、ひとつは、70ある大管区の新聞社をまとめた『Standarte-Verlags- und Druckerei-GmbH』、買収されたブルジョア系出版社をまとめた『Herold-Verlagsanstalt GmbH』、1938年以降、国外の出版社をまとめた『Europa-Verlags-GmbH』である。これらには、様々な印刷業者も含まれていた。

## 主な刊行物
フランツ・エーア社の中で最も発行部数が多かったのは以下のものである。
- 我が闘争（Mein Kampf）
- 民族の観察者（Völkischer Beobachter）
- 黒色軍団（Das Schwarze Korps）
- 攻撃（Der Angriff）
- 図解物見（Illustrierter Beobachter, 1926年）
- 国家社会主義月刊問題（Nationalsozialistische Monatshefte, 1930年）
- 学術物見（Akademischer Beobachter, 1929年）
- 我等の意志と道（Unser Wille und Weg, 1931年）
- 突撃隊健児（Der SA-Mann, 1932年）
- イラクサ（Die Brennessel, 1931年）
- 国家社会主義党通信（Nationalsozialistische Parteikorrespondenz, 1932年）
- 運動（Die Bewegung）

他には、ヨーゼフ・ゲッベルスの小説『ミヒャエル』も1929年にフランツ・エーア社より出版され、何度も版を重ねた。

## 戦後
フランツ・エーア社は、1945年10月29日の統制評議会法第2号により、ナチ党の組織として禁止された。1945年以降は、バイエルン自由州が出版社の法的な管理者となった。かつて、フランツ・エーア社は、ミュンヘンのマックスヴォルシュタット地区にあるシェリングホーフェン（シェリング通りとバラー通りの角）に出版・印刷所を構えていた。シェリング通り50番の最初の党本部は、この通りの反対側にあった。終戦後、バイエルン自由州は生産施設をアクセル・スプリンガー社に譲渡し、同出版社は1990年代までマックスヴォルシュタットで「ビルト」紙などを発刊していた。その後、完全に再開発され、現在は住宅地となっている。書店はThierschstraße 11番に存在した。この建物は現在も残っており、楽器店となっている。